# Јелена Ћурувија Ђурица
Јелена Ћурувија Ђурица (Београд, 16. септембар 1976) српска је филмска, позоришна и телевизијска глумица. Професорка је на Академији уметности у Београду.

## Биографија
Јелена Ћурувија Ђурица рођена је 16. септембра 1976. године у Београду. Њен отац био је српски новинар Славко Ћурувија. Академију Уметности у Новом Саду је уписала 1996. године у класи професора Боре Драшковића.
По завршетку Академије, радила у војвођанским позориштима (Суботица, Сомбор, Нови Сад, Вршац). Од 2002. године живи и ради у Београду. Од 2002. године је у браку је са глумцем Александром Ђурицом, са којим има ћерку Марту.
Јелена Ћурувија Ђурица је стална чланица Малог позоришта “Душко Радовић”од 2013. године, а поред свог матичног позоршта тумачила је преко 30 различитих улога у Југословенском драмском позоришту, Београдском драмском позоришту, Битеф театру, Народном позоришту у Београду, Позоришту Мадленианум, Позоришту младих у Новом Саду.
Јелена Ћурувија је остварила запажене улоге у преко 20 телевизијских и филмских остварења ”Горки плодови”, “Лисице”, “Казнени простор”, “Ургентни центар”, “Убице мог оца”, “Дуг мору”, “Тајкун”, “Перолеће на последњем језеру” и др.
Директорка је Глумачке организације Србије која за циљ има унапређење колективног остваривања права интерпретатора, као и развојем и унапређењем драмске и филмске културе, уметности и стваралаштва.

## Филмографија
| Год.       | Назив                       | Улога                |
| ---------- | --------------------------- | -------------------- |
| 2000-е     |                             |                      |
| 2003.      | Лисице                      | Сања                 |
| 2003.      | Казнени простор             |                      |
| 2004.      | Журка                       | Маја                 |
| 2007.      | Буђење из мртвих            | Милка                |
| 2008−2009. | Горки плодови               | млада глумица        |
| 2010-е     |                             |                      |
| 2010.      | Тотално нови талас          | Емилија              |
| 2013.      | Отворена врата 2            | продавачица          |
| 2014.      | Ургентни центар             | Оксана Володимиренко |
| 2018.      | Погрешан човек              | докторка Тадић       |
| 2018.      | Убице мог оца               | Маја Лека            |
| 2020-е     |                             |                      |
| 2020.      | Пролеће на последњем језеру | Зорка Шуменковић     |
| 2023.      | Мајка Мара                  | Уна                  |